# Denis Dmitrijev
Denis Sergejevitj Dmitrijev (ryska: Денис Сергеевич Дмитриев), född den 23 mars 1986 i Rjazan oblast, är en rysk tävlingscyklist.
Han tog OS-brons i sprint i samband med de olympiska tävlingarna i cykelsport 2016 i Rio de Janeiro..